# بولای دیا
بولای دیا (انگلیسی: Boulaye Dia؛ زادهٔ ۱۶ نوامبر ۱۹۹۶) بازیکن فوتبال متولد فرانسه است که برای تیم ملی فوتبال سنگال بازی می‌کند.
از باشگاه‌هایی که در آن بازی کرده‌ است می‌توان به رنس و ویارئال اشاره کرد.

## گل‌های ملی
|   | تاریخ           | میزبان                           | رقیب   | زده | پایانی     | رقابت                  |
| - | --------------- | -------------------------------- | ------ | --- | ---------- | ---------------------- |
| ۱ | ۷ سپتامبر ۲۰۲۱  | ورزشگاه آلفونس ماسمبا،برازاویل   | کنگو   | ۰-۱ | ۱-۳        | مقدماتی جام جهانی ۲۰۲۲ |
| ۲ | ۲۹ مارس ۲۰۲۲    | ورزشگاه المپیک دیامنیادیو، داکار | مصر    | ۰-۱ | ۰-۱ (و.ا.) | مقدماتی جام جهانی ۲۰۲۲ |
| ۳ | ۲۴ سپتامبر ۲۰۲۲ | ورزشگاه دلاسورس، اورلئان         | بولیوی | ۰-۱ | ۰-۲        | دوستانه                |
| ۴ | ۲۵ نوامبر ۲۰۲۲  | ورزشگاه الثمامه, دوحه            | قطر    | ۰-۱ | ۱-۳        | جام جهانی ۲۰۲۲         |